# Tiro ai Giochi della XXVIII Olimpiade - Pistola 25 metri automatica maschile
La gara di pistola 25 metri automatica maschile dei Giochi della XXVIII Olimpiade si svolse il 21 agosto 2004 al Markopoulo Olympic Shooting Centre. Presero parte 17 tiratori da 14 nazioni.

## Record
Prima dell'inizio dell'evento, i primati mondiali e olimpici più recenti erano i seguenti:
| Record          | Detentore     | Punteggio | Data           | Luogo                          |
| --------------- | ------------- | --------- | -------------- | ------------------------------ |
| Record mondiale | Ralf Schumann | 597       | 14 giugno 1995 | Monaco di Baviera, Germania    |
| Record olimpico | Ralf Schumann | 596       | 25 luglio 1996 | Atlanta, Stati Uniti d'America |

| Record          | Detentore     | Punteggio | Data           | Luogo                          |
| --------------- | ------------- | --------- | -------------- | ------------------------------ |
| Record mondiale | Ralf Schumann | 699.7     | 8 giugno 1994  | Barcellona, Spagna             |
| Record olimpico | Ralf Schumann | 698.0     | 25 luglio 1996 | Atlanta, Stati Uniti d'America |

## Qualificazioni
| Pos. | Atleta            | Nazione        | 1º turno | 2º turno | Totale | Note |
| ---- | ----------------- | -------------- | -------- | -------- | ------ | ---- |
| 1    | Sergej Alifirenko | Russia         | 294      | 298      | 592    | Q    |
| 2    | Sergej Poljakov   | Russia         | 296      | 296      | 592    | Q    |
| 3    | Ralf Schumann     | Germania       | 297      | 295      | 592    | Q    |
| 4    | Iulian Raicea     | Romania        | 294      | 294      | 588    | Q    |
| 5    | Oleh Tkačov       | Ucraina        | 297      | 290      | 587    | Q    |
| 6    | Chen Yongqiang    | Cina           | 289      | 297      | 586    | Q    |
| 7    | Zhang Penghui     | Cina           | 291      | 294      | 585    |      |
| 8    | Leuris Pupo       | Cuba           | 289      | 296      | 585    |      |
| 9    | Emil Milev        | Bulgaria       | 288      | 294      | 582    |      |
| 9    | Marco Spangenberg | Germania       | 292      | 289      | 581    |      |
| 11   | Kang Hyung-chul   | Corea del Sud  | 287      | 293      | 580    |      |
| 12   | Niki Marty        | Svizzera       | 289      | 288      | 577    |      |
| 12   | Lajos Pálinkás    | Ungheria       | 287      | 290      | 577    |      |
| 14   | Afanasijs Kuzmins | Lettonia       | 282      | 292      | 574    |      |
| 15   | Shūji Tazawa      | Giappone       | 287      | 286      | 573    |      |
| 16   | Kim Hyon-ung      | Corea del Nord | 282      | 290      | 572    |      |
| 17   | Bruce Quick       | Australia      | 283      | 288      | 571    |      |

## Finale
| Pos. | Atleta            | Nazione  | Qualificazioni | Finale | Totale |
| ---- | ----------------- | -------- | -------------- | ------ | ------ |
|      | Ralf Schumann     | Germania | 592            | 102.9  | 694.9  |
|      | Sergej Poljakov   | Russia   | 592            | 100.7  | 692.7  |
|      | Sergej Alifirenko | Russia   | 592            | 100.3  | 692.3  |
| 4    | Oleh Tkačov       | Ucraina  | 587            | 101.7  | 688.7  |
| 5    | Iulian Raicea     | Romania  | 588            | 99.6   | 687.6  |
| 6    | Chen Yongqiang    | Cina     | 586            | 97.8   | 683.8  |